# The Ranch
The Ranch es una serie de televisión de comedia estadounidense protagonizada por Ashton Kutcher, Danny Masterson, Debra Winger, Elisha Cuthbert y Sam Elliott que debutó en 2016 en Netflix. El espectáculo tiene lugar en el ficticio Iron River Ranch en la pequeña ciudad ficticia de Garrison, Colorado; detallando la vida de los Bennetts, una familia disfuncional que consiste en dos hermanos, su padre ranchero, y su esposa divorciada y dueña del bar local. Mientras que la secuencia de apertura muestra escenas de Ouray, Colorado y Ouray County, The Ranch se filma en un escenario de sonido frente a una audiencia en vivo en Burbank, California.

## Elenco

### Principal
- Ashton Kutcher como Colt Reagan Bennett.
- Debra Winger como Maggie.

- Elisha Cuthbert como Abigail "Abby" Phillips.
- Sam Elliott como Beau Roosevelt Bennett.
- Danny Masterson como Jameson "Rooster" Ford Bennett.

### Recurrentes
- Barry Corbin como Dale Rivers.
- Grady Lee Richmond como Hank.
- Bret Harrison como Kenneth "Kenny" Ballard.
- Megyn Price como Mary Roth.
- Kelli Goss como Heather Roth.
- Molly McCook como Darlene Roth.
- Kathy Baker como Joanne.
- Ethan Suplee como "Beer Pong Billy" Tompkins.
- Aimee Teegarden como Nikki.
- Chasty Ballesteros como Tanya Showers.
- Laura Vallejo como Maria.
- Sharon Lawrence como Brenda Sanders.

### Invitados especiales
- Jon Cryer como Bill Jensen.
- Wilmer Valderrama como Humberto.
- Martin Mull como Jerry.
- John Amos como Ed Bishop.
- Thomas F. Wilson como Entrenador Fitzgerald.
- Debra Jo Rupp como Janice Phillips.
- Jim Beaver como Chuck Phillips.
- Conchata Ferrell como Shirley.
- Lou Diamond Phillips como Clint.
- Kurtwood Smith como Sam Peterson.
- Dax Sheppard como Luke Matthews

### Cameos
- Joe Firstman
- Pearl Charles
- Kurt Neumann
- Bukka Allen
- Sam Hawksley
- Thomas Rhett

## Partes
| Temporada | Temporada | Parte | Episodios | Episodios               | Lanzamiento original     | Lanzamiento original     |
| --------- | --------- | ----- | --------- | ----------------------- | ------------------------ | ------------------------ |
|           | 1         | 1     | 20        | 10                      | 1 de abril de 2016       | 1 de abril de 2016       |
| 2         | 1         | 10    | 20        | 7 de octubre de 2016    | 7 de octubre de 2016     |                          |
|           | 2         | 3     | 20        | 10                      | 16 de junio de 2017      | 16 de junio de 2017      |
| 4         | 2         | 10    | 20        | 15 de diciembre de 2017 | 15 de diciembre de 2017  |                          |
|           | 3         | 5     | 20        | 10                      | 15 de junio de 2018      | 15 de junio de 2018      |
| 6         | 3         | 10    | 20        | 7 de diciembre de 2018  | 7 de diciembre de 2018   |                          |
|           | 4         | 7     | 20        | 10                      | 13 de septiembre de 2019 | 13 de septiembre de 2019 |
| 8         | 4         | 10    | 20        | 24 de enero de 2020     | 24 de enero de 2020      |                          |

## Episodios

### Temporada 1 (2016)

#### Parte 1
1. Back Where I Come From
2. Some People Change
3. The Boys of Fall
4. Got a Little Crazy
5. American Kids
6. Better as a Memory
7. I Can't Go There
8. Til It's Gone
9. There Goes My Life
10. Down the Road

#### Parte 2
1. Gone as a Girl Can Get
2. Living and Living Well
3. Sittin' on the Fence
4. Let's Fall to Pieces Together
5. I Know She Still Loves Me
6. Easy Come, Easy Go
7. I've Come to Expect It from You
8. The Cowboy Rides Away
9. Leavin's Been Comin' (For a Long, Long Time)
10. Merry Christmas (Wherever You Are)

### Temporada 2 (2017)

#### Parte 3
1. My Next Thirty Years
2. Things Change
3. Take Me Away from Here
4. She'll Have You Back
5. My Best Friend
6. Find Out Who Your Friends Are
7. One of Those Nights
8. I Didn't Ask and She Didn't Say
9. Last Dollar (Fly Away)
10. Can't Really Be Gone

#### Parte 4
1. Learning to Live Again
2. Wrapped Up in You
3. Rodeo and Juliet
4. Much Too Young (To Feel this Old)
5. More Than a Memory
6. When You Come Back to Me Again
7. Do What You Gotta Do
8. Big Money
9. Ain't Goin' Down ('Til the Sun Comes Up)
10. If Tomorrow Never Comes

### Temporada 3 (2018)

#### Parte 5
1. Starting Over Again
2. It's All Wrong, But It's All Right
3. A Gamble Either Way
4. Baby I'm Burning
5. Travelin' Prayer
6. Tie Our Love (In a Double Knot)
7. Telling Me Lies
8. Freshout of Forgiveness
9. It Ain't Fair that It Ain't Right
10. Change

#### Parte 6
1. When It All Goes South
2. Reckless
3. If I Could Just See You Now
4. Changes Comin'on
5. Born Country
6. Pass It on Down
7. Give Me One More Shot
8. Keep on Dreamin'
9. Down This Road
10. We Can't Love Like This Anymore

### Temporada 4 (2019-20)

#### Parte 7
1. Dying to See Her
2. I Wish You'd Stay
3. Waitin' on a Woman
4. Remind Me
5. Love and War
6. The Devil Is Alive and Well
7. Last Time for Everything
8. Without a Fight
9. Welcome to the Future
10. Perfect Storm

#### Parte 8
1. It Ain't My Fault
2. Like It's the Last Time
3. Out of Sight
4. Fadeaway
5. Born to Love You
6. Not Everything's About You
7. What Was I Thinking
8. Helluva Life
9. Dumb Effin' Luck
10. Take Me Home, Country Roads